# Tomáš Enge
Tomáš Enge (Liberec, 11 de setembro de 1976) é um automobilista tcheco.
Ele atuou em três corridas da Fórmula 1 pela equipe Prost em 2001 (Itália, EUA e Japão) em substituição a Luciano Burti, que sofrera um terrível acidente na Bélgica. Não pontuou.

## Carreira fora da Fórmula 1
Depois de sua meteórica atuação na Prost, Enge foi campeão da Fórmula 3000, categoria de acesso à Fórmula 1, pela equipe Arden International. Mas ele teve o título impugnado após ter sido flagrado no antidoping, que apontou uma misteriosa substância, provavelmente maconha. No final, o tcheco ficou em terceiro e o título caiu nas mãos do francês Sébastien Bourdais. Voltou à F-3000 em 2004, sem muito sucesso. Depois, correu na equipe Panther Racing na Indy Racing League, também com um desempenho modesto.